# FCM Bacău
FCM Bacău foi uma equipe romena de futebol com sede em Bacău. Disputava a primeira divisão da Romênia (Campeonato Romeno de Futebol).
Seus jogos foram mandados no Stadionul Municipal, que possui capacidade para 17.500 espectadores.

## História
O FCM Bacău foi fundado em 1950 e dissolvido em 2014.

## Títulos
- Liga II: 4
  - 1955, 1966–67, 1974–75, 1994–95

- Liga III: 1
  - 2010–11

- Romanian League Cup: 1
  - 1998